# Riccardia tenuifrons
Riccardia tenuifrons là một loài rêu trong họ Aneuraceae. Loài này được (Steph.) Schiffn. ex O. Yano mô tả khoa học đầu tiên năm 2008.